# Caleta Magallanes
La caleta Magallanes (51°31′S 58°01′O / -51.517, -58.017)  es una entrada de mar que se encuentra en el noreste de la isla Soledad del archipiélago de las Malvinas. Administrativamente pertenece al departamento Islas del Atlántico Sur de la provincia de Tierra del Fuego, Antártida e Islas del Atlántico Sur.
Esta caleta se localiza sobre la costa sur de la península de San Luis, en el rincón noroeste de la bahía de la Anunciación y al fondo del puerto Johnson. Además se ubica al norte de la punta Lamarche y al noreste del  Puerto Soledad (ó Pto. San Luis).